# Diana Miloslavich
Diana Mirian Miloslavich Túpac (Huancayo, 20 de marzo de 1953) es una literata, escritora, activista femenina, defensora de los derechos humanos y política peruana. Fue ministra de la Mujer y Poblaciones Vulnerables del Perú, desde el 8 de febrero de 2022 hasta el 24 de agosto de 2022; en el gobierno de Pedro Castillo. Ha sido coordinadora del Programa de Participación Política del Centro de la Mujer Peruana Flora Tristán durante más de tres décadas.

## Biografía
Diana Mirian Miloslavich Túpac nació el 20 de marzo de 1953 en la ciudad peruana de Huancayo.
Es egresada de la Escuela Profesional de Literatura de la Facultad de Letras y Ciencias Humanas de la Universidad Nacional Mayor de San Marcos, posteriormente realizó una maestría de Literatura Peruana y Latinoamericana y un doctorado en Ciencias Sociales en la misma universidad.

### Activismo
Durante su labor en el Centro de la Mujer Peruana Flora Tristán, conoció a María Elena Moyano, cuando era dirigente social en el FEPOMUVES en el distrito de Villa El Salvador. Ha sido vocera de la campaña «Somos la mitad, queremos paridad sin acoso».

## Vida política

### Ministra de Estado

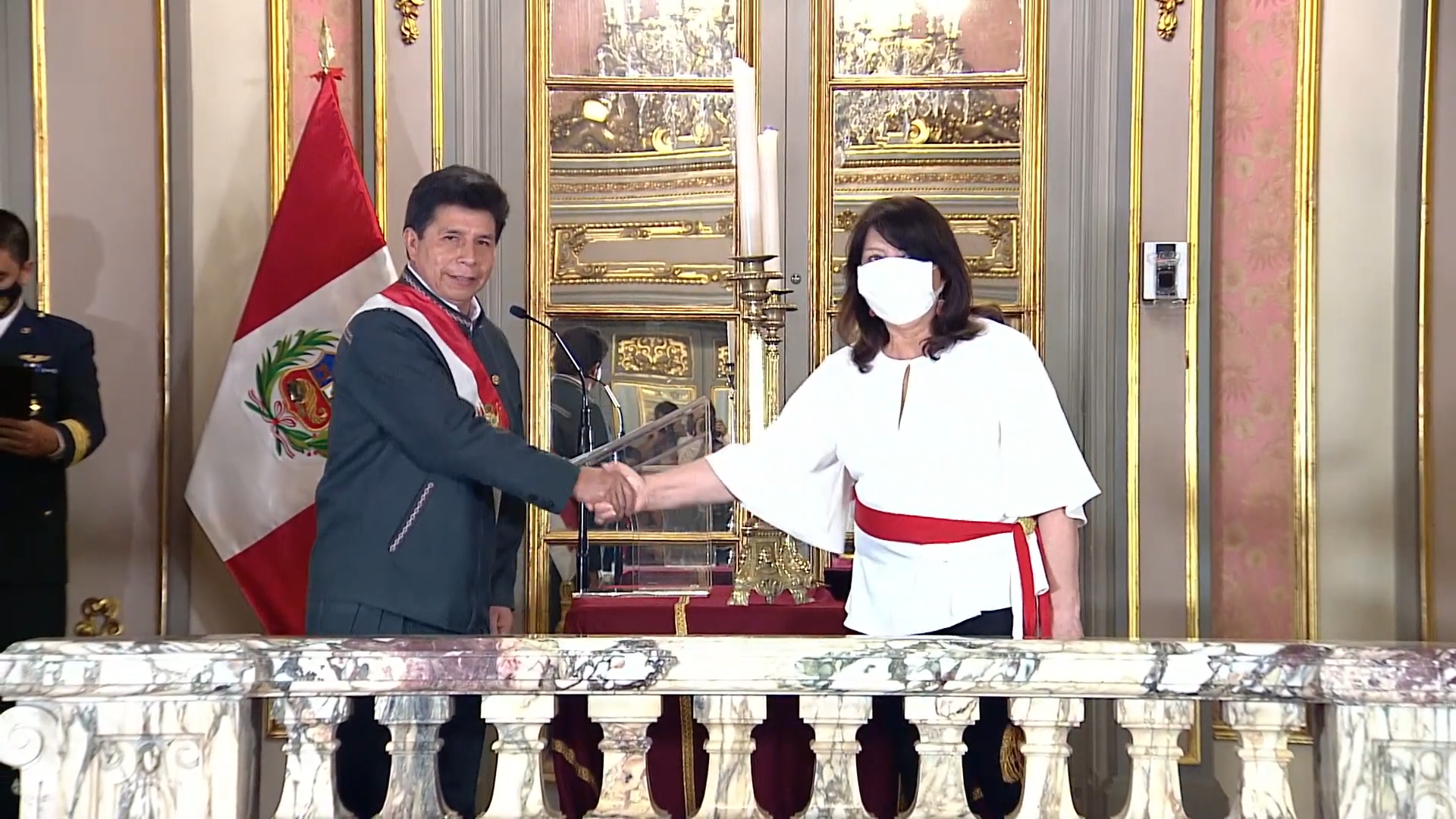
Miloslavich juramentando como ministra.

El 8 de febrero de 2022, Miloslavich fue nombrada y posesionada por el presidente Pedro Castillo como ministra de la Mujer y Poblaciones Vulnerables del Perú.
Durante su gestión, se ha mantenido incólume en su activismo feminista oponiéndose a las iniciativas legislativas sobre la Tenencia Compartida que promueven las asociaciones de progenitores (padres y madres) impedidos de contacto a sus menores hijos.Entre otras organizaciones de la sociedad civil, la ONG que fundó Miloslavich hace algunas décadas, Centro de la Mujer Peruana Flora Tristán inició, paralelamente a la campaña emprendida en el Ministerio de la Mujer y Poblaciones Vulnerables (MIMP), con el objetivo de impedir que la autógrafa de ley aprobada por el pleno del Congreso de la República sea promulgada por el presidente Castillo. Finalmente esta fue observada y devuelta al parlamento unicameral para un mayor debate. 
Así también han sido notorios sus esfuerzos por incorporar dentro de espectro de atención del MIMP a las minorías sexuales representadas en diversos colectivos de la comunidad LGTBIQ de la capital del Perú, la promoción del aborto como parte del 'derecho a decidir' de las personas del género femenino y, al mismo tiempo, soslayar actividades reconocidas en la legislación peruana tales como el "Día del Niño por nacer".
Durante su gestión se ha mostrado cercana al "Frente de lucha materna", organización feminista que protege las maternidades solteras.

## Controversias
Tras su nombramiento como ministra de la Mujer, Willax Televisión difundió en redes sociales y en el programa televisivo Beto a saber, conducido por Beto Ortiz, una fotografía de Miloslavich junto a Raida Cóndor, activista por los derechos humanos y madre uno de los estudiantes asesinados en la masacre de la Cantuta, asegurando que se trataba de Iris Yolanda Quiñonez Colchado, miembro de Sendero Luminoso y conocida como camarada Bertha, lo que fue calificado de falso. Conocido el bulo, Willax retiró la publicación. La Defensoría del Pueblo se pronunció exigiendo una rectificación por parte de la cadena de televisión.

## Publicaciones
- María Elena Moyano. Perú, en busca de una esperanza (coordinadora, 1992).[10]
- Literatura de mujeres, una mirada desde el feminismo (2012).[11]
- Feminismo y sufragio 1933-1956 (2015).[11]
- El acoso político en el Perú. Una mirada de los procesos electorales (coautora, 2016).[4]
- Flora Tristán. Peregrinaciones de una paria en el Perú (2019).[12]
- Genero, paridad y gestión de riesgo de desastres (2019).[4]